# Feldspatoide

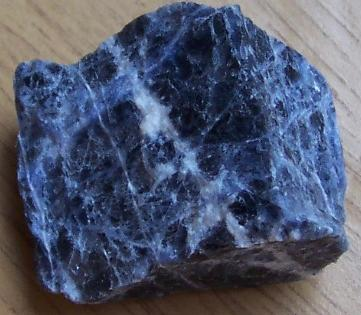
Sodalita, um feldspatóide

Os feldspatóides (ou FOID) constituem um grupo de minerais constituintes de rochas, relativamente raros, tectossilicatos, próximos dos feldspatos diferindo destes pelo mais baixo conteúdo de sílica. Substituem os feldspatos em rochas ígneas sub-saturadas em sílica. Nunca são encontrados numa mesma rocha que o quartzo. Incluem-se neste grupo os minerais leucite, nefelina, analcima, cancrinite, hauyina, lazurite, noselite e sodalita.